# Eustrotia arabica
Eustrotia arabica là một loài bướm đêm trong họ Noctuidae.